# Districte de Bratislava II
El districte de Bratislava II - (eslovac) Okres Bratislava II - és un dels 79 districtes d'Eslovàquia. Es troba a la regió de Bratislava. Té una superfície de 92,49 km², i el 2013 tenia 111.051 habitants. És un dels cinc districtes de Bratislava.

## Demografia
| Godina             | 1994    | 2004    | 2014    | 2024    |
| ------------------ | ------- | ------- | ------- | ------- |
| Nombre de persones | 113.100 | 108.316 | 112.054 | 126.649 |
| Diferència         |         | −4,22%  | +3,45%  | +13,02% |

| Godina             | 2023    | 2024    |
| ------------------ | ------- | ------- |
| Nombre de persones | 125.980 | 126.649 |
| Diferència         |         | +0,53%  |

1. 1 2  «Počet obyvateľov podľa pohlavia - obce (ročne) [om7102rr_obce=AREAS_SK]».   Statistical Office of the Slovak Republic, 31-03-2025. [Consulta: 31 març 2025].